# Дрина
Река Дрина (346 km) припада Црноморском сливу, а настаје спајањем река Таре и Пиве код Шћепан Поља (надморска висина 470 m). Сливно подручје обухвата југозападни и западни део Србије, северни део Црне Горе и источни део Босне и Херцеговине.
Правац њеног тока је од југа ка северу и има доста притока. Веће притоке са леве стране су: Сутјеска, Бистрица, Прача, Дрињача и Јања, а са десне: Ћехотина, Лим, Рзав, Љубовиђа и Јадар.
Дрина је највећа притока реке Саве у коју се улива на граници Србије и БиХ, између Црне Баре и Босанске Раче, близу Сремске Раче (81 m).
Најлепши и најдужи (24 km) кањон је од Жепе до Клотијевца. Ширина реке је од 15 m на месту званом Тијесно до 200 m код Перућца и Зворника.
Већи градови кроз које протиче Дрина су: Фоча (400 m), Горажде (345 m), Вишеград (300 m), Бајина Башта (260 m), Зворник (140 m) и Лозница.
Дивља снага Дрине је укроћена бранама и језерима (Вишеградско, Перућац, Зворничко) чиме је нарушена али не и уништена лепота дринских кањона.

## Географија
Дрина са рекама које је стварају Таром и Пивом настаје у области високог карста у централним Динаридима. Припада црноморском сливу. Реке изворнице теку у правцу северозапада низ тектонску структуру високог карста. Јака ерозија у кречњачким масивима произвела је готово непроходне дубоке и уске кањоне. Стога у горњем току реке не постоји много насеља. Тек су изградњом пруге Београд-Бар саобраћајно повезана насеља из долине Пиве и Таре. На месту где се састају Пива и Тара код Шћепан Поља/Хума настаје Дрина као типична долинска река, са бројним променама у правцу. Пример је данас потопљена клисура Дрине између планина Зловрх (врх Зловрх, 1526 м) и Звијезда (Велики Столац, 1673 м).

### Геологија
Слив Дрине, који се простире на готово 20.000 km², има једноставну геолошку структуру. У горњем току доминирају доломитне стене из периода средње и горње креде, кречњаци, као и кластични седименти. Слив Сутјеске изграђен је од формација из периода скитског тријаса. Средњи ток између Фоче и Горажда састоји се из кластичних седимената, Филита, кречњака и шкриљаца из палеозоика. Доњи ток је сачињен од неогених седимената. Алувијални наноси граде долину реке, нарочито у доњем току, док су наноси шљунка бројни целом дужином реке.

### Хидрологија
Водни режим реке Дрина припада типичним режимима типа снег-киша, са примарним врхунцем водостаја у априлу и секундарним у децембру. Већи део тока протиче кроз планине, док је цео горњи ток у високим планинама Динарида, што доводи до тога да јаке падавине и топљење снега доводе до великих протока. Речни пад, на дужини отприлике 500 km, износи 2000 метара (извор је на приближно 2000 метара надморске висине, ушће на 80-ак метара). Осим Таре и Пиве, река Лим је најзначајнија притока. Укупна површина слива износи 19.926 km² (од тога на слив Лима отпада 5963 km², 1853 km² на слив Таре и 1602 km² на слив Пиве).
Са средњим протоком 395 m³/s на ушћу Дрина је водом најбогатија притока Саве.
Дрина је пре изградње брана била позната по повремено екстремно високом водостају. Дана 27. марта 1896. јаке падавине, комбиноване са снегом који се топи, подигле су проток воде у средњем току до 9500 m³/s (упореди: просечан проток Дунава код Београда износи 5600 m³/s). Вода је однела више насеља. Тадашњи максимални ниво водостаја 16 метара реткост је у свету, осим у тропским крајевима. Тада је, на пример, био потпуно потопљен Мост Мехмед-паше Соколовића у Вишеграду.

### Ток
Од спајања Таре и Пиве до ушћа ток Дрине дуг је 346 km. Значајни градови на Дрини су: Фоча, Горажде, Вишеград и Зворник у Босни, као и Бајина Башта и Лозница у Србији. Висока концентрација раствореног кречњака доводи до тога да воде Дрине имају карактеристичну зелену боју.
Посебно у доњем току Дрина ствара бројне меандре који протичу кроз теснаце и долине, због чега се Дрина сматра једном од најлепших река Балкана.
Ток Дрине може се оделити у четири природне целине: реке изворнице (Тара и Пива), горњи, средњи и доњи ток.

#### Пива и Тара
И Пива и Тара су реке у северозападној Црној Гори. Тара је дуга 141 km и извире на отприлике 2000 метара надморске висине испод планине Комови, која је део Проклетија. Пива је дуга 91 km. Обе реке су типичне реке подручја карста, са мало притока, које су ерозијом начиниле кањоне у високим планинама Црне Горе.
Горњи део тока Таре и Лима пролази кроз пределе Дурмитора у Црној Гори, који је део зоне високог карста. У овом кречњачком подручју реке су усекле дубоке кланце. Са 3502 km² слива, овај део тока Дрине покрива 17,6% укупног слива.

#### Горњи ток
Река носи име Дрина од места где се спајају Пива и Тара код Шћепан Поља на црногорско-босанскохерцеговачкој граници. Горњи ток Дрине дуг је 92 km и простире се до Вишеграда. Изнад Вишеграда у Дрину се улива водом богата река Лим. Са површином слива 10.425 km² горњи ток Дрине обухвата 52,3% укупног слива.

#### Средњи ток
Средњи део тока Дрине дуг је 163 km. Обухвата кањон Дрине дубок до 1000 метара између планина Таре и Звијезде, где је данас акумулационо језеро ХЕ Бајина Башта. На потезу од Вишеграда до Зворника река често мења правац. Површина слива у средњем току износи 3866 km², што је 19,4% укупног слива.

#### Доњи ток
После Зворника почиње доњи ток, дуг 91 km, са свим карактеристикама равничарских река (меандри, мртваје, природне бране, промене корита). Слив доњег тока покрива површину 2133 km² (само 10,7% укупног слива).
Ушће Дрине у Саву налази се низводно од места Сремска Рача.

#### Притоке
Најважнија притока Дрине је Лим, који је њена десна притока. Он извире на Проклетијама из долине некадашњих плеистоценских глечера Ропојани и Грбаја. У горњем току протиче кроз Плавско језеро. Због карстног терена у горњем току Дрине, а посебно Пиве и Таре, мање реке постоје само периодично. Примери су речице Сушица на Дурмитору и Комарница. Типична су и снажна врела, на пример, данас поплављено Пивско око са 23 m³/s.
Укупну водну масу Дрина чине доприноси река: Лим 113 m³/s (28,6%), Тара 77 m³/s (19,5%), Пива 73 m³/s (18,7%), Ћехотина 22 m³/s (5,6%) Дрињача 21 m³/s, Прача 21 m³/s (свака по 5,3%), као и Сутјеска 13m³/s, Јадар 10 ³/ Рзав 8 m³/s и Љубовиђа 2,1 m³/s. Једна од притока је и Трешњица.

### Хидроелектране
На Дрини су изграђене три хидроелектране (ХЕ): Вишеград, Бајина Башта и Зворник.
ХЕ "Вишеград" званично је пуштена у погон 26. новембра 1989, када је прорадио први агрегат. Инсталисана су три агрегата укупне снаге 315 MW. Корисна запремина акумулације износи 101 милион m³
ХЕ "Бајина Башта" у Перућцу јесте највећи објекат саграђен на Дрини. Река је преграђена браном високом 90 и дугачком 460 метара. Пуштена је у рад 22. новембра 1966. Инсталисана су четири агрегата укупне снаге 365 MW. Корисна запремина акумулације износи 340 милиона ³.
ХЕ "Бајина Башта" годишње произведе приближно 1500 GWh.
ХЕ "Зворник" пуштена је у рад 26. јула 1955. Инсталисана су четири вертикална агрегата укупне снаге 92 MW. Корисна запремина акумулације износи 89 милиона ³.
ХЕ "Зворник" годишње у просеку производи приближно 500 GWh.

### Мостови
Дрина је премошћена на доста места. Од свих мостова најпознатији је стари мост у Вишеграду, задужбина Мехмед паше Соколовића, изграђен 1571. године. Мост је у роману На Дрини ћуприја описао нобеловац Иво Андрић.
Новији мостови на Дрини су:
- Павловића ћуприја — мост изграђен 1992. године који спаја Семберију и Мачву;
- мост у центру Фоче, изграђен 2002. на месту ранијег моста који је срушен у бомбардовању НАТО-ових снага 1995;
- Мост између Бајине Баште и Скелана (општина Сребреница);
- Мост "Братољуб", између Братунца и Љубовије отворен 2021. године;
- Љубовијски мост, који спаја српску општину Љубовија са општином Братунац у Босни и Херцеговини;
- Зворнички мост — између Великог и Малог Зворника, саграђен пре Другог светског рата;
- Нови мост (Каракај), између Малог Зворника и Зворника;
- Шепак — новији мост, саграђен двадесетак километара низводно од Зворничког у близини Лознице.

### Занимљивости
- Дрина је после смрти цара Теодосија 395. године била граница између Западног и Источног римског царства. Мит о Дрини као хиљадугодишњој граници источне и западне цивилизације настао је у 20. веку као идеја хрватског политичара Милана Шуфлаја, која се сматра идеолошком претечом усташког покрета.[тражи се извор]
- У стара времена имала је име Дринос, а народ јој је дао име Зеленика или Зеленка, по боји воде.[4]
- Дуж Дрине, границе Аустроугарске и Србије, 1914. и 1915. вођене су велике ратне операције.
- 27. марта 1896. водостај Дрине порастао је за 14 m и она је поплавила мост у Вишеграду.
- Крајем 19. века реком су крстарили аустроугарски пароброди и долазили до Зворника.
- Њен вијугави ток у народном предању забележен је речима "Ко ће криву да исправи Дрину" или "исправљати криве Дрине". Народна изрека односи се на бескористан посао.
- Дужина тока Дрине кроз Србију износи 220 km.
- На Дрини се интензивно одвијало сплаварење. Први сплавови, "дашчаре" и "гредаре", кренули су из Дервенте и Перућца 1856. године. Сплавовима се одвлачила дрвена грађа, низводно, за продају са обронака Таре и Звијезде.[4] Сплаварење се одржало све до изградње ХЕ "Бајина Башта".[4] Као успомена на традицију, на Дрини се сваке године одржавају спортско-туристичке манифестације: Дринска регата (од 1994), Зворничка регата (од 2003), Братуначка регата (од 2007)[5]
- У турско време, за време аустроугарске и у периоду између два светска рата за транспорт робе Дрином, све до ушћа у Саву, користиле су се и дрвене лађе: "буринке" и "звоникуше", носивости до 13 тона.[6]
- Данас се одржава Крстарење реком Дрином у организацији туристичких агенција из Бајине Баште и Вишеграда, између ова два града, на релацији Перућачко језеро—Андрићград у Вишеграду.

## Крстарење реком Дрином
Крстарење реком Дрином је туристичка атракција коју организују туристичке агенције из Бајине Баште и Вишеграда, на релацији Перућац—Вишеград—Перућац, у дужини пловног пута од 54km, у једном правцу.
Поласци се организују са пристаништа на Перућачком језеру, после чега се улази у кањон реке Дрине, из којег се излази непосредно пред Вишеградом. Због стрмих литица кањона водени ток је једини пут којим се може разгледати падине планине Звијезде на простору од ушћа реке Жепе до Невељског потока, где је у појединим деловима кањон дубок и до хиљаду метара.
У оквиру крстарења могуће је, поред осталог, видети капелу у Старом Броду, подигнуту на месту страдања мештана у пролеће 1942. године, некрополу стећака из 13. века и еко камп „Стари Брод”.
Пристаје се на пристаништу у Андрићграду, у Вишеграду, где се после посете граду, враћа назад у Перућац.

## Галерија
- Мост на Дрини у Вишеграду
- Кањон Дрине
- Поглед на Перућац с Таре
- Ушће Дрине у Саву
- Поглед на Дрину са Таре
- Зворничко језеро са видиковца Збир
- Зворничко језеро са видиковца Збир
- Ријека Дрина
- Дрина
- Ријека Дрина